# Vlag van Uusimaa

Vlag van Uusimaa

De vlag van Uusimaa bestaat uit een blauw veld met twee zilveren golvende strepen met daartussen een gouden boot met roer. De vlag is gebaseerd op het wapen van dit landschap.
Het oudst bekende embleem van Uusimaa is een zegel uit de 13e eeuw, waarop Olaf de Heilige op zijn troon staat afgebeeld, terwijl hij een rijksappel en een bijl vasthoudt.
Het wapen werd 39 jaar later gemaakt dan de andere Zweedse en Finse wapens, getekend voor de begrafenis van Gustaaf Wasa in 1560. Het karakter van Uusimaa als aparte provincie was jonger dan dat van de andere provincies en begon rond 1600 te worden benadrukt. Het oudst bekende voorbeeld van het wapen dateert uit 1599, toen Johannes Bureus een runentablet maakte. Het heet Runen en bevat alle wapens van de provincies, waaronder Uusimaa. De wapenschilden omcirkelen de tafel met de runenletters. Het wapen met de afbeelding van een boot werd al snel in andere contexten gebruikt, zoals op de munt van 20 mark van Karel IX in 1606, als kopergravure op de Zweedse Gemeentewet gedrukt in 1617, op de riikintaleer van 1617, op de Bijbel van 1618, als motief op de vlag die werd gedragen bij de begrafenis van Gustav II Adolf in 1634 en vele andere. Het wapen van Helsinki is ook afgeleid van deze wapenschilden.
De boot van het wapen is geïnterpreteerd als een Zweedse nederzetting en de ligging van de provincie aan zee, terwijl de golvende boomstammen zijn geïnterpreteerd als rivieren van de provincie. Het verwijst niet naar handel of scheepvaart, zoals heraldische scheepsmotieven meestal doen. Bureus beschouwde de kolonisten als Hälsinglanders.